# Dẻ gai Nha Trang
Dẻ gai Nha Trang (danh pháp hai phần: Castanopsis nhatrangensis) là một loài thực vật có hoa trong họ Fagaceae. Loài này được Hickel & A.Camus mô tả khoa học đầu tiên năm 1923.